# 1667
1667 (MDCLXVII) var ett normalår som började en lördag i den gregorianska kalendern och ett normalår som började en tisdag i den julianska kalendern.

## Händelser

### Februari
- Februari – På änkedrottning Hedvig Eleonoras initiativ invigs "Hennes Kongl. Maijt:tz Comædiehuus", en teater, i Lejonkulan (och Stora Bollhuset vid Slottsbacken) i Stockholm, först med en holländsk trupp.
- 27 februari – Nederländska kolonin Nederländska Guyana grundas.[1]

### Juni
- 20 juni – Sedan Alexander VII har avlidit den 22 maj väljs Giulio Rospigliosi till påve och tar namnet Clemens IX.

### Juli
- 31 juli – Fördraget i Breda undertecknas.[1]

### Okänt datum
- Före detta drottning Kristina utjagas ur Sverige.
- Efter en lång tvist om det svenska fortet vid svenska Guldkusten betalar holländarna 140.000 riksdaler i ersättning för det, medan Sverige tvingas avstå från all handel på Västafrika.
- Magnus Gabriel De la Gardie inrättar ett antikvitetskollegium, ett självständigt ämbetsverk under rikskansliet med  Georg Stiernhielm som förste president.
- Sverige får en sjölag, utarbetad av holländaren Hendrick de Moucheron, vilket kommer att gälla fram till 1891.

## Födda
- 26 maj – Abraham de Moivre, fransk matematiker.
- 18 juli – Elias Palmskiöld, svensk arkivman och samlare; arkivsekreterare i Riksarkivet.
- 27 juli – Johann Bernoulli, schweizisk matematiker.
- 28 augusti – Louise av Mecklenburg-Güstrow, drottning av Danmark och Norge 1699–1721, gift med Fredrik IV.
- 5 september – Giovanni Girolamo Saccheri, italiensk jesuitpräst och matematiker.
- 2 november – Jakob Sobieski, polsk prins.
- 30 november – Jonathan Swift, engelsk författare.

## Avlidna
- 12 januari – Bernhard av Corleone, italiensk botgörare och lekmannabroder inom kapucinorden; helgon.
- 22 maj – Alexander VII, född Fabio Chigi, påve sedan 1655.
- 25 maj – Gustav Bonde, svensk friherre, riksskattmästare sedan 1660.
- 5 juni – Pietro Sforza Pallavicino, italiensk kardinal och historiker.
- 11 juli – Stefano Durazzo, italiensk kardinal.
- 18 juni - Lovisa Henrietta av Oranien-Nassau, kurfurstinna av Brandenburg.
- 3 augusti – Francesco Borromini, italiensk arkitekt, skulptör och murarmästare.
- 10 september – Melchiorre Caffà, italiensk skulptör.
- 24 oktober – Godefroy Wendelin, belgisk astronom.

### Fotnoter
1. 1 2  World Statesmen (läst 3 april 2011)